# Weißer Seebarsch
Der Weiße Seebarsch (Atractoscion nobilis) ist eine Fischart aus der Familie der Umberfische (Sciaenidae). Er kommt im östlichen Pazifik von Alaska bis Niederkalifornien vor. Die Art wird in geringem Umfang kommerziell befischt und ist auch ein Ziel für Sportfischer.

## Merkmale
Weiße Seebarsche weisen einen länglich-spindelförmigen, seitlich zusammengedrückten Körper auf. Sie erreichen meist etwa einen Meter, maximal 166 Zentimeter Länge und ein Gewicht von bis zu 41 Kilogramm. Der Rücken ist blau bis kupferfarben mit dunklen Flecken, der Bauch silbern gefärbt. Jungtiere weisen drei bis sechs dunkle Streifen am Rücken und düster-gelbliche Flossen auf. Die Schuppen sind klein und, außer um das Auge herum rau. Das Maul ist endständig mit etwas vorstehendem Unterkiefer und leicht hängenden Winkeln, die bis unter das Ende des Auges reichen. Die Zähne stehen in mehreren Reihen. Barteln sind nicht vorhanden. Die Rückenflosse weist im ersten Teil zehn bis elf Hartstrahlen auf, im zweiten durch eine tiefe Kerbe abgetrennten Teil 19 bis 23 Weichstrahlen. Die Schwanzflosse endet gerade oder etwas konkav. Die Brustflossen weisen an ihrer Basis innen einen dunklen Fleck und ein fleischiges Anhängsel auf. Sie sind, ebenso wie die Bauchflossen kurz. Die Afterflosse weist zwei Hartstrahlen auf, von denen der erste etwa doppelt so lang ist wie der zweite, und acht oder neun Weichstrahlen. Die Kiemenreuse hat 13 bis 18 Dornen.

## Lebensweise
Weiße Seebarsche sind Raubfische, die sich von anderen Fischen, Kopffüßern und Krustentieren ernähren. Sie leben in Schulen über felsigem oder algenbewachsenem Grund in der Nähe von Riffen in Küstennähe und Flussmündungen. Die Eier werden von März bis Oktober ins freie Wasser abgegeben. Die Jungtiere halten sich in Buchten und vor sandigen Stränden auf.